# Бартолетта, Тианна
Тианна Бартолетта (англ. Tianna Bartoletta, до замужества — Мэдисон (англ. Madison); род. 30 августа 1985 года в Элирии, штат Огайо, США) — американская легкоатлетка, которая специализируется в беге на спринтерские дистанции и в прыжках в длину. Трёхкратная олимпийская чемпионка (2012 и 2016 годов в эстафете 4×100 м и 2016 года в прыжке в длину), чемпионка мира 2014 года в эстафете 4×100 м, трёхкратная чемпионка мира в прыжках в длину (2005 и 2015 — открытый стадион, 2006 — в помещении).
На Олимпийских играх 2012 года Тианна бежала на первом этапе финала эстафеты 4×100 м, в котором сборная США установила новый мировой рекорд (40,82). На дистанции 100 метров на Играх в Лондоне Тианна дошла до финала, где стала четвёртой с личным рекордом 10,85 сек (от третьего места её отделили 0,04 сек).
В 2012 году вышла замуж за инвест-менеджера Джона Бартолетту, после Олимпийских игр в Лондоне стала выступать под фамилией Бартолетта.
В прыжках в длину на Олимпиаде 2016 победила с личным рекордом — 7,17 м.

## Бобслей
В 2012 и 2013 годах входила в состав сборной США по бобслею. 9 ноября 2012 года на этапе Кубка мира 2012-2013 годов в Лейк-Плэсиде заняла 3-е место в экипаже двоек с Эланой Майерс.

## Достижения
Бриллиантовая лига
- 2012:  Adidas Grand Prix – 10,97
- 2012:  London Grand Prix – 11,13
- 2012:  Herculis – 10,99
- 2014:  ExxonMobil Bislett Games — 7,02 м
- 2015:  Long Jump Women-6,99м

IAAF World Challenge
- 2014:  Seiko Golden Grand Prix — 11,18